# Adelphicos
Genre
Adelphicos est un genre de serpents de la famille des Dipsadidae.

## Répartition
Les espèces de ce genre se rencontrent principalement au Mexique et en Amérique centrale.

## Liste des espèces
Selon The Reptile Database (12 août 2013) :
- Adelphicos daryi Campbell & Ford, 1982
- Adelphicos ibarrorum Campbell & Brodie, 1988
- Adelphicos latifasciatum Lynch & Smith, 1966
- Adelphicos nigrilatum Smith, 1942
- Adelphicos quadrivirgatum Jan, 1862
- Adelphicos veraepacis Stuart, 1941

## Publication originale
- Jan, 1862 : Enumerazione sistematico delle specie d'ofidi del gruppo Calamaridae. Archivio per la zoologia, l'anatomia e la fisiologia, vol. 2, p. 1-76 (texte intégral).